# 910
910（九百十、九一〇、きゅうひゃくじゅう）は自然数、また整数において、909の次で911の前の数である。

## 性質
- 910は合成数であり、約数は1, 2, 5, 7, 10, 13, 14, 26, 35, 65, 70, 91, 130, 182, 455, 910である。
  - 約数の和は2016。
  - 222番目の過剰数である。1つ前は906、次は912。
- 18番目の原始擬似完全数である。1つ前は770、次は945。
- 9102 + 1 = 828101 であり、n 2 + 1 が素数になる104番目の数である。1つ前は906、次は920。(オンライン整数列大辞典の数列 A005574)
- 910 = 2 × 5 × 7 × 13
  - 14番目の四素合成数である。1つ前は870、次は930。(オンライン整数列大辞典の数列 A046386)
    - 四素合成数がハーシャッド数になる7番目の数である。1つ前は870、次は966。
- 910 = 10 × 91
  - n = 10 のときの n 3 − n 2 + n の値とみたとき1つ前は657、次は1221。(オンライン整数列大辞典の数列 A069778)
- 910 = 1 × (1 + 9) × (1 + 9 + 81)
  - 初項 1、公比 9 の等比数列の和の総乗とみたとき1つ前は10、次は746200。(オンライン整数列大辞典の数列 A015008)
- 201番目のハーシャッド数である。1つ前は902、次は912。
  - 10を基とする9番目のハーシャッド数である。1つ前は820、次は1090。
- 2つの連続自然数を昇順に並べてできる9番目の数である。1つ前は89、次は1011。(参照オンライン整数列大辞典の数列 A001704)
- 910 = 12 + 32 + 302 = 32 + 152 + 262 = 92 + 102 + 272 = 152 + 182 + 192
  - 3つの平方数の和4通りで表せる104番目の数である。1つ前は897、次は913。(オンライン整数列大辞典の数列 A025324)
  - 異なる3つの平方数の和4通りで表せる87番目の数である。1つ前は897、次は915。(オンライン整数列大辞典の数列 A025342)
- 910 = 23 + 63 + 73 + 73
  - 4つの正の数の立方数の和で表せる258番目の数である。1つ前は909、次は917。(オンライン整数列大辞典の数列 A003327)
- n = 910 のとき n と n − 1 を並べた数を作ると素数になる。n と n − 1 を並べた数が素数になる101番目の数である。1つ前は904、次は912。(オンライン整数列大辞典の数列 A054211)
- 910 = 13 × 14 × 15/3
  - n = 13 のときの n(n + 1)(n + 2)/3 の値とみたとき1つ前は728、次は1120。(オンライン整数列大辞典の数列 A007290)
    - {\displaystyle 910=\sum _{k=1}^{13}k(k+1)}
- 各位の和が10になる63番目の数である。1つ前は901、次は1009。

## その他 910 に関連すること
- 西暦910年
- 日産自動車が販売していたセダン、ブルーバードの6代目・910型。FR最後のモデルでもある。910型は510型以来の大ヒットモデルだった。
- ポルシェ・910は、ポルシェのプロトタイプレーシングカー。
- 910SH
- 910T
- 910号線 (オーストリア)